# Ganga
 Ovo je glavno značenje pojma Ganga. Za druga značenja pogledajte Ganga (razdvojba).
Ganga je hrvatska tradicionalna narodna pjesma. Oblik je višeglasnog napjeva u hrvatskom folkloru. Pjeva se u Imotskoj krajini, zapadnoj Hercegovini, te u duvanjskom, livanjskom i ramskom kraju. Tekst gange pisan je u desetercu, najkarakterističnijem stihu hrvatskih narodnih pjesama.
Ministarstvo kulture Republike Hrvatske proglasilo je gangu zaštićenom kulturnom baštinom, te je tako ganga postala dijelom hrvatskoga zaštićenoga kulturnog naslijeđa.
Postoje srodni oblici pjevanja: rera, ojkavica (ojkalica) odnosno orcanje.

## Nastanak gange
Iako po svom glazbeno-pjevnom ustroju pripada vrlo starom tonskom sustavu – petoglasju, ganga je kao glazbeno-pjevno stvaralaštvo hrvatskog sela relativno mlada. Nastala je tek otprilike prije nešto više od jednog stoljeća, tj. oko godine 1900., kada je tadašnja mladež otkrila da se može pjevati i na drugi način i pri čemu svaki pojedinac može doći do izražaja.
Ganga je nastala vjerojatno i prije nego što je dobila ime, na prostoru starohrvatske župe Imote – u današnjoj Imotskoj krajini i u zapadnoj Hercegovini, gdje je usmeno kulturno naslijeđe bilo vrlo staro i vrlo živo, prenoseći se od naraštaja do naraštaja i gdje se usmena književnost, namah i bez zapisivanja, očuvala i održala upravo pjevajući i prepričavajući.
Kao mladeži zanimljiviji oblik pjevanja od tradicionalnih pjevanja, ganga se širila u druga područja, prvenstveno odlaženjem mladeži ljeti sa stokom na ispašu u planine, seobama i uobičajenim druženjima mladih. Ganga se najviše razvijala i bila u upotrebi oko godine 1950., dok je, bez obzira na ratne strahote i društvene promjene, naše selo i pučanstvo na području gange još uvijek živjelo svojom tradicijom, a svaki novi naraštaj tom obliku pjevanja davao je nova ostvarenja.

## Način pjevanja gange
Gangu karakterizira jednostavna melodija i snažno pjevanje. Načelno, ganga je dvopjev. Jedan vodeći glas (pjevač) govori riječi (pjeva), dok ostali u raspjevanom društvu prate pjevača, gangaju, uglavnom ispjevavanjem samoglasnika "e" i "o".
Glas glavnog pjevača treba nadvisivati glasove ostalih sudionika u pjevanju i predvoditi ih u tijeku pjevanja. Vodeći pjevač obično započinje pjesmu i predvodi ostale. Ostali glasovi – gangaši – prate vodećeg pjevača svojim neodređenim glasovima, odnosno poluglasovima sličnim vokalima slogova što ih izgovara glavni pjevač.

## Napjevi gange
U obilnoj povijesti gange bilo je i još uvijek ima više napjeva, odnosno više vrsta gange. Dok su jedni nastajali, drugi su nestajali. Održale su se ona gange koje su bile najpogodnije za pjevanje. Svaki kraj imao je svoju gangu, svako selo svoju, pa čak su i zaseoci imali svoju, ovisno o mladeži koja je stvarala te napjeve. No, sve su gange po svom napjevnom ustrojstvu slične. Čini se da se najduže očuvala ganga okavica u kojoj kroz glasove gangaša ili pratitelja u uhu slušatelja dolazi do izražaja kao odjek vokal "o".

## Poruka – glavni dio gange
Kao i kod svakog drugog glazbeno-pijevnog izražavanja, glavni motivacijski čimbenik pjeva gange je njezina poruka. Ganga je kroz svoju povijest bila jedan od glavnih medijskih javnih oblika izražavanja koji je zapravo prenosio, komentirao i kao posebna i svojevrsna usmena kronika opisivao sve što se u svijetu gange pojavljivalo i događalo.
Za razliku od modernog lirskog stvaralaštva koje uglavnom izbjegava prikazivanje svakodnevice, ganga je izvor višetisućljetnog ljudskog iskustva, s obiljem etnografskih pojmova pučanstva i prostora u kome su nastale, ali i kronika svakodnevnih zbivanja u kojima je, uz ona iz svakodnevnog života, od rođenja do smrti, najviše o ljubavi, sačuvana uspomena i na sva politička zbivanja 20. stoljeća, a posebno sudjelovanja i stradanja Hrvata u ratovima, na iseljeništvo, na sve ono što je ostavilo traga u kolektivnom sjećanju hrvatskog naroda.
Te stihovane i u većini rimovane poruke najobičniji su, najjednostavniji i najstvarniji oblici prikazivanja i opisivanja svih oblika svakodnevnog života. To gangu čini nezamjenjivom i nenadoknadivom.

## Zanimljivosti
- Denis Curman, producent debitantskog albuma Nine Badrić i poklonik Hi-NRG i Italo house zvuka, eksperimentirao je s hercegovačkim gangama u etno techno projektu "Ganga Futura".[5]

## Vanjske poveznice
- Milan Nosić: Podrijetlo gange  Arhivirana inačica izvorne stranice od 23. rujna 2018. (Wayback Machine), /HKV/Hrvatsko nebo, 31. kolovoza 2016.
- ganga.hr
- bijakova.com  Arhivirana inačica izvorne stranice od 17. veljače 2010. (Wayback Machine)
- Ganganet
- Vijenac br.359/2007.  Arhivirana inačica izvorne stranice od 9. prosinca 2008. (Wayback Machine) Mario Tupek: Znanstveni skup Hrvatska glazba u 20. stoljeću, Matica hrvatska, Zagreb, 22 – 24. studenoga 2007. : Od ojkanja do električne gitare
- Uz gangu i bukaru  Arhivirana inačica izvorne stranice od 6. travnja 2012. (Wayback Machine) Festival gange